# PEC Zwolle
Prins Hendrik Ende Desespereert Nimmer Combinatie Zwolle, thường được gọi là PEC Zwolle, là một câu lạc bộ bóng đá Hà Lan có trụ sở tại Zwolle, hiện đang chơi ở Eredivisie, cấp độ cao nhất của câu lạc bộ bóng đá chuyên nghiệp. Đội bóng đã chơi ở Eredivisie tổng cộng 22 mùa, đạt vị trí thứ sáu vào năm 2015. Họ đã giành Cúp KNVB năm 2014 và cũng lọt vào trận chung kết vào năm 1928, 1977 và 2015.
Đây là lần hóa thân thứ hai của câu lạc bộ; tiền thân của nó cùng tên đã bị phá sản vào năm 1990. Câu lạc bộ hiện tại được thành lập ngay sau đó là FC Zwolle trước khi đổi tên thành PEC Zwolle vào năm 2012.

## PEC Zwolle ở Eredivisie
| Mùa         | Vị thứ | Điểm | Số trận |            |
| ----------- | ------ | ---- | ------- | ---------- |
| 1978-79     | Thứ 8  | 32   | 34      |            |
| 1979-80     | Thứ 14 | 27   | 34      |            |
| 1980-81     | Thứ 9  | 30   | 34      |            |
| 1981-82     | Thứ 15 | 26   | 34      |            |
| 1982-83     | Thứ 13 | 27   | 34      |            |
| 1983        | Thứ 14 | 29   | 34      |            |
| 1984        | Thứ 18 | 17   | 34      | xuống hạng |
| 1986        | Thứ 11 | 31   | 34      |            |
| 1987        | Thứ 13 | 29   | 34      |            |
| 1988        | Thứ 16 | 25   | 34      | xuống hạng |
| 2002/2003 † | Thứ 16 | 32   | 34      |            |
| 2003/2004 † | Thứ 18 | 26   | 34      | xuống hạng |
| 2012/2013   | Thứ 11 | 39   | 34      |            |
| 2013/2014   | Thứ 11 | 40   | 34      |            |
| 2014/2015   | Thứ 6  | 53   | 34      |            |
| 2015/2016   | Thứ 8  | 48   | 34      |            |
| 2016/2017   | Thứ 14 | 35   | 34      |            |

## Cầu thủ

### Đội hình hiện tại
Tính đến ngày 9/9/2024
Ghi chú: Quốc kỳ chỉ đội tuyển quốc gia được xác định rõ trong điều lệ tư cách FIFA. Các cầu thủ có thể giữ hơn một quốc tịch ngoài FIFA.
| Số | VT | Quốc gia         | Cầu thủ                         |
| -- | -- | ---------------- | ------------------------------- |
| 1  | TM | Hà Lan           | Jasper Schendelaar              |
| 2  | HV | Curaçao          | Sherel Floranus                 |
| 3  | HV | Hà Lan           | Olivier Aertssen                |
| 4  | HV | Cộng hòa Ireland | Anselmo García MacNulty         |
| 5  | HV | Bỉ               | Thierry Lutonda                 |
| 6  | HV | Maroc            | Anouar El Azzouzi               |
| 7  | TV | Đan Mạch         | Younes Namli                    |
| 9  | TĐ | Hà Lan           | Dylan Vente (mượn từ Hibernian) |
| 10 | TV | Hà Lan           | Davy van den Berg               |
| 11 | TĐ | Bỉ               | Dylan Mbayo (mượn từ Kortrijk)  |
| 17 | TV | Hoa Kỳ           | Anthony Fontana                 |
| 18 | TV | Hà Lan           | Odysseus Velanas                |
| 21 | TV | Hà Lan           | Samir Lagsir                    |
| 22 | TĐ | Hà Lan           | Kaj de Rooij                    |
| 23 | TV | Hà Lan           | Eliano Reijnders                |
| 25 | TM | Hà Lan           | Kenneth Vermeer                 |

| Số | VT | Quốc gia    | Cầu thủ                        |
| -- | -- | ----------- | ------------------------------ |
| 28 | HV | Đan Mạch    | Simon Graves (mượn từ Palermo) |
| 29 | TĐ | Hà Lan      | Thomas Buitink                 |
| 30 | TV | New Zealand | Ryan Thomas                    |
| 33 | HV | Hà Lan      | Damian van der Haar            |
| 34 | TV | Hà Lan      | Nick Fichtinger                |
| 35 | TV | Cabo Verde  | Jamiro Monteiro                |
| 37 | TV | Hà Lan      | Mohamed Oukhattou              |
| 38 | TV | Hà Lan      | Teun Gijselhart                |
| 40 | TM | Hà Lan      | Mike Hauptmeijer               |
| 41 | TM | Hà Lan      | Duke Verduin                   |
| 47 | HV | Hà Lan      | Tristan Gooijer (mượn từ Ajax) |
| 50 | TV | Bulgaria    | Filip Krastev (mượn từ Lommel) |
| 77 | TV | Ghana       | Braydon Manu                   |

### Cho mượn
Ghi chú: Quốc kỳ chỉ đội tuyển quốc gia được xác định rõ trong điều lệ tư cách FIFA. Các cầu thủ có thể giữ hơn một quốc tịch ngoài FIFA.
| Số | VT | Quốc gia | Cầu thủ                                    |
| -- | -- | -------- | ------------------------------------------ |
| —  | TV | Hà Lan   | Dean Huiberts (tại Beerschot đến 306/2024) |

## Nhân viên

### Nhân viên kỹ thuật
| Chức vụ                   | Cán bộ              |
| ------------------------- | ------------------- |
| Giám đốc                  | Jaap Stam           |
| Trợ lý giám đốc           | Gert Peter de Gunst |
| Trợ lý giám đốc           | Michael Valkanis    |
| Trợ lí huấn luyện viên    | Nhà nghỉ Dwight     |
| HLV thủ môn               | Bão Jacques         |
| Quản lý đội               | Isaac Teunis        |
| Huấn luyện viên tinh thần | Sander Roege        |
| Người chăm sóc            | Erwin Vloedgraven   |
| Người chăm sóc            | Jenny Venema        |
| Quản lý thiết bị          | Jerome Mulder       |
| Vật lý trị liệu           | Arjan Louwen        |
| Câu lạc bộ bác sĩ         | Mỏ chay             |
| Câu lạc bộ bác sĩ         | Jos Lemmens         |
| Chiropractor              | Johan Flier         |
| Podiatrist                | Jurgen Nijenhuis    |
| Huấn luyện viên thể chất  | Gerhard Wermink     |
| Phân tích video           | Davey Young         |

Trang Bản mẫu:Refbegin/styles.css không có nội dung.

## Danh sách

### Vua phá lưới
| - 1989–90: Richard Roelofsen (11) - 1990–91: Marco Roelofsen (12) - 1991–92: Gérard van der Nooij (10) - 1992–93: Martin Reynders (11) - 1993–94: Remco Boere (13) - 1994–95: Remco Boere (10) - 1994–95: Henri van der Vegt (10) - 1995–96: Lucian Ilie (7) - 1996–97: Jan Bruin (11) - 1997–98: Jan Bruin (14) - 1998–99: Arne Slot (18) | - 1999–00: Dirk Jan Derksen (28) - 2000–01: Richard Roelofsen (14) - 2001–02: Arne Slot (12) - 2002–03: Richard Roelofsen (8) - 2003–04: Jasar Takak (8) - 2004–05: Ruud Berger (13) - 2005–06: Santi Kolk (18) - 2006–07: Anton Jongsma (14) - 2007–08: Tozé Marreco (15) - 2008–09: Dave Huymans (8) - 2008–09: Derk Boerrigter (8) | - 2009–10: Eldridge Rojer (12) - 2010–11: Sjoerd Ars (20) - 2011–12: Nassir Maachi (18) - 2012–13: Denni Avdić (8) - 2012–13: Fred Benson (8) - 2013–14: Guyon Fernandez (10) - 2014–15: Tomáš Necid (12) - 2015–16: Lars Veldwijk (14) - 2016–17: Queensy Menig (9) |

### Huấn luyện viên
| - Jan van Asten (1955–57) - Jan de Roos (1957–58) - Piet Vogelzang (ass.) (1957–58) - Herman Spijkerman (1958–59) - Jan de Roos (1959–61) - Herman Spijkerman (1961–63) - Cor Sluyk (1963–65) - Wim Blokland (1965–66) - Jan van Asten (1966–68) - Joep Brandes (1968–69) - Pim van de Meent (1 July 1969 – 30 June 1970) - Laszlo Zalai (1970–73) - Georg Keßler (1 July 1973 – 30 June 1974) - Friedrich Donenfeld (1 July 1974 – 30 June 1975) | - Jan Verhaert (ass.) (1974–75) - Hans Alleman (1 July 1975 – 30 June 1977) - Fritz Korbach (1 July 1977 – 30 June 1982) - Bas Paauwe (interim) (1982) - Rinus Israel (interim) (1982) - Cor Brom (1 July 1982 – 30 June 1984) - Co Adriaanse (1 July 1984 – 30 June 1988) - Ben Hendriks (interim) (1988) - Theo Laseroms (1988–89) - Theo de Jong (1 July 1989 – 30 June 1992) - Ben Hendriks (1992–95) - Piet Schrijvers (1 July 1995 – 30 June 1996) - Jan Everse (1 July 1996 – 24 December 1998) - Dwight Lodeweges (29 December 1998 – 30 June 2001) | - Paul Krabbe (1 July 2001 – 02) - Peter Boeve (1 July 2002 – 26 September 2003) - Gerard Nijkamp (interim) (26 September 2003 – 6 October 2003) - Hennie Spijkerman (6 October 2003 – 30 June 2006) - Harry Sinkgraven (2006) - Jan Everse (1 July 2006 – 2 March 2009) - Claus Boekweg (int.) (2 March 2009 – 10 March 2009) - Marco Roelofsen (int.) (2 March 2009 – V 2009) - Jan Everse (1 July 2009 – 30 October 2009) - C. Boekweg & J. Stam (int.) (30 October 2009 – 1 January 2010) - Art Langeler (1 January 2010 – 30 June 2013) - Ron Jans (1 July 2013 – 30 June 2017) - John van 't Schip (1 July 2017–) |

### Chủ tịch
| - J.B.C. Nieuwhof (1910–??) - P. van de Salentein (1918–20) - Mr. Viehoff (19??–??) - N. Geertsma (1926–37) - A. Pinkster (1937–40) - K. Drost (1940–42) - J.H.C. Gans (1942–46) | - Michiel Wilhelm (1946–52) - H. Egberts (1952–57) - J.J. Ruiter (1957–66) - C.C. Duyn (1966–69) - W.A.M. ten Doeschate (1969–72) - Jan-Willem van der Wal (1972–79) - Jan Wiersma (1979–82) | - Max Malcoops (1982–84) - Marten Eibrink (1984–88) - Jaap de Groot (caretaker) (1988–89) - Gaston Sporre (1989–98) - Ronald van Vliet (1998–09) - Arjan Jansen (caretaker) (2009) - Adriaan Visser (2009–) |